# Gundakar de Liechtenstein
Le prince Gundakar von und zu Liechtenstein, né le 1er avril 1949 à Vienne, est membre de la famille princière de Liechtenstein, fils du prince Johann Baptist von und zu Liechtenstein (1914-2004) et de la princesse Clotilde von Thurn et Taxis (1922-2009).

## Famille
Le 22 juillet 1989, à Dreux, il épouse la princesse Marie d'Orléans, fille aînée d'Henri d'Orléans, à l'époque comte de Mortain, et de Marie-Thérèse de Wurtemberg, duchesse de Montpensier. De cette union sont issus cinq enfants, portant la qualification d'altesse sérénissime :
- la princesse Léopoldine Éléonore Thérèse Marie de Liechtenstein, née le 27 juin 1990 à Vienne, fiancée le 14 janvier 2025 à Bruno Walter Pedrosa João ;
- la princesse Maria-Immaculata Elisabeth Rose Aldegunde de Liechtenstein, née le 15 décembre 1991 à Vienne.
- le prince Johann-Wenzel Karl Emmeram Bonifacius Maria de Liechtenstein, né le 16 mars 1993 à Vienne, marié civilement à Vaduz le 10 avril 2023, puis religieusement le 10 juin suivant à Vienne avec Felicitas comtesse von Hartig, née le 10 avril 1994 à Vienne[1],[2], dont :
  - la princesse Josefine de Liechtenstein (née le 21 août 2024)[3] ;
- la princesse Marguerite Franziska Daria Wilhelmine Marie de Liechtenstein, née le 10 janvier 1995 à Vienne.
- le prince Gabriel Karl Bonaventura Valerian Alfred Maria de Liechtenstein, né le 6 mai 1998 à Vienne.

## Titulature et décorations

### Titulature
- 1er avril 1949 : Son Altesse Sérénissime le prince Gundakar de et à Liechtenstein, comte à Rietberg (naissance)

### Décorations dynastiques étrangères
- Gouverneur de l’ancien ordre de Saint Georges (1999)[4]
- Grand-croix de l'ordre de l'Immaculée Conception de Vila Viçosa (maison de Bragance, 8 décembre 2009 par Duarte, duc de Bragance)[4]